# AIR動畫集數列表

波麗佳音所推出的《AIR》動畫藍光光碟版本的盒裝販售。

《AIR》動畫系列作品是將Key公司推出的日本同名視覺小說《AIR》改編而成的電視動畫。
《AIR》動畫版本的製作上由京都動畫公司負責，分別是石原立也擔任導演、志茂文彥擔任劇本編輯，並由荒谷朋惠依照樋上至的原始概念另外制定動畫角色的人物設計。故事內容為主角國崎往人聽從母親所說的要找到「天空中的女孩」而流浪著，但是在炎熱夏日中抵達一個寧靜的小鎮後卻沒有錢可以讓他繼續旅行下去，不得已只好先在小鎮中居住下來。在之後陸陸續續遇見了神尾觀鈴、霧島佳乃以及遠野美凪三名奇怪的女孩，而在相處過程中往人開始懷疑其中一名女孩便是自己不斷尋找的女孩。
《AIR》動畫的片頭曲、片尾曲以及中間配樂的部分則都是收錄《AIR》在視覺小說遊戲中原本的主題曲來加以運用，其中片頭曲與片尾曲部分分別是由Lia所演唱的《鳥之詩》與《Farewell song》，另外同樣是Lia為視覺小說所演唱的《青空》也成為動畫第十二話的插入曲。
《AIR》電視動畫自2005年1月6日開始於日本BS-i電視聯播網播出，並一直持續到同年3月31日為止。動畫DVD光碟則是於2005年4月6日和9月7日間由波麗佳音開始正式銷售，並且隨即成為2005年度電視系列動畫DVD部分排行第二名。而在2006年12月22日時，波麗佳音則陸續將原本《AIR》動畫動畫作品格式改以藍光光碟另行銷售；其中在藍光光碟盒裝中以4片藍光光碟收錄包括12話的故事內容以及2話的特別篇「AIR in Summer」，但是並不包括原本DVD版本所收錄的第十三話《總集篇》。

## 章節

### 《AIR》
| 話數 | 標題                 | 分鏡       | 演出               | 作畫監督 | 首播日期      |
| --- | -------------------- | ---------- | ------------------ | -------- | ------------- |
| 01 | 微風～breeze～ （）  | 石原立也   | 石原立也           | 米田光良 | 2005年1月6日  |
| 國崎往人在到達一個城鎮後希望能在此以玩偶表演賺取之後的旅費，然而由於不受歡迎的緣故使得他餓倒在海邊防波堤上。隨後在這他看見生活在小鎮的陌生女孩神尾觀鈴，之後兩人一同尋找往人在途中遺失的玩偶。在從烏鴉口中救出玩偶後觀鈴開始不斷試圖說服往人前往她家居住，在經過一番爭辯後觀鈴表示自己的居所可以提供往人食物而使後者投降。不久後觀鈴的養母神尾晴子抵達房屋，最初晴子反對讓在外面流浪的往人居住，但是在觀鈴極力說服下同意往人可以暫時住下。第二天一隻名叫「土豆」的狗並且將玩偶咬走，但是也因為這樣與觀鈴的同學霧島佳乃相見。兩人於下午行經火車站的時候，則是與觀鈴的同學遠野美凪以及美凪的好友小滿相見。 |                      |            |                    |          |               |
| 02 | 小鎮～town～ （）    | 山本寬     | 山本寬             | 池田和美 | 2005年1月13日 |
| 往人告訴觀鈴在天空被詛咒女孩的傳說，並且表示自己家族好幾代以來不斷在尋找著「天空中的女孩」。隔天人前往小鎮診所附近進行玩偶表演但仍然不受到歡迎，不過在小鎮裡唯一的醫生霧島聖則表示同意提供工作給往人。 |                      |            |                    |          |               |
| 03 | 細語～whisper～ （） | 武本康弘   | 武本康弘           | 池田晶子 | 2005年1月20日 |
| 尾隨在霧島佳乃後的往人和觀鈴抵達神社后，突然發現周遭的景致變成廣大的草原，而身在其中佳乃喃喃自語後便昏迷了。往人和觀鈴將佳乃送到霧島診所後準備回家途中，臨時想到兼職的薪水尚未付出而趕回診所。但是偷偷跑進診所時，發現佳乃存在著另一個人格這件事實。 |                      |            |                    |          |               |
| 04 | 羽毛～plume～ （）   | 北之原孝將 | 北之原孝將         | 米田光良 | 2005年1月27日 |
| 恍惚狀態的佳乃在神社附近緊緊勒住往人的脖子，之後又突然昏迷倒下。在診所內聖向佳乃的行為道歉，並解釋佳乃之所以會有異常情況的原因是過去佳乃在碰觸神社一根明亮的羽毛後造成的。 |                      |            |                    |          |               |
| 05 | 翼～wing～ （）      | 山本寬     | 山本寬             | 池田和美 | 2005年2月3日  |
| 往人在與邀請自己前往學校樓頂觀星的遠野美凪回家時，得知她的母親罹患了精神疾病。晚上觀鈴試圖要與往人打牌，卻發現自己無法控制地流下眼淚。在從晴子口中得知觀鈴的病情後，往人決定搬出觀鈴的住家。 |                      |            |                    |          |               |
| 06 | 星～star～ （）      | 武本康弘   | 武本康弘、石原立也 | 池田晶子 | 2005年2月10日 |
| 在美凪的母親認為自己的女兒並不存在的情況下，美凪搬出自己的家並且與往人暫時生活在一起。之後往人提議兩人共同離開小鎮居住並且生活在一起，然而最後往人仍然把她帶回家中與自己的母親相見。之後美凪的母親邀請小滿一同用餐，而小滿則在達成心願後化為羽毛消失。 |                      |            |                    |          |               |
| 07 | 夢～dream～ （）     | 北之原孝將 | 北之原孝將         | 米田光良 | 2005年2月17日 |
| 往人夢到自己母親過去曾說過長著翅膀的女孩在遇見注定的人時會漸漸忘記一切事物，而當她夢到最後一個夢的時候便會死去，同時身邊的人身體也會漸漸變差。之後晴子離開觀鈴而只留下往人與觀鈴兩人，而在認為觀鈴即將夢到最後一個夢的情況下往人決定留在她旁邊。之後往人則突然消失，而觀鈴醒來後則感覺身體好了許多。 |                      |            |                    |          |               |
| 08 | 夏～summer～ （）    | 山本寬     | 山本寬             | 池田和美 | 2005年2月24日 |
| 故事回溯到1,000年之前，被軟禁在神殿裡的翼人後裔神奈備命與守衛柳也成為好朋友，但是卻因為其翼人的身分而無法離開神殿與母親見面並且為此感到孤單。而當備命被迫要搬往神殿時，備命和她轄下的武士柳也、同為好友的侍女裏葉3個人趁亂逃出去，並且踏上尋找神奈的母親之旅程。在神殿守衛不斷攻擊3人的情況下，備命等人終於看見自己的母親，但是後者則告訴他們趕快離開。 |                      |            |                    |          |               |
| 09 | 月～moon～ （）      | 荒谷朋恵   | 石原立也           | 池田晶子 | 2005年3月3日  |
| 在大量追兵跟隨的情況下，備命的母親為了掩護一行人逃離山區而死去，在死前則將翼人的秘密傳承給備命；但是不久之後備命也為了掩護柳也2人，在故意吸引大量追兵攻擊後死去。然而在佛教僧侶以及死去武士的詛咒之下，使得備命只能夠繼續在天空中飛行著。柳也和裏葉在得知翼人後代遭到詛咒一事後感到十分難過，並且發誓自己的後代總有一天會化解針對翼人的詛咒。 |                      |            |                    |          |               |
| 10 | 光～light～ （）     | 北之原孝將 | 北之原孝將         | 米田光良 | 2005年3月10日 |
| 視角轉為一隻名為「空」的烏鴉，並且以此角度重新觀察觀鈴身邊所發生的事物。 |                      |            |                    |          |               |
| 11 | 海～sea～ （）       | 三好一郎   | 三好一郎           | 門脇聰   | 2005年3月17日 |
| 隨著觀鈴身上的詛咒越來越嚴重後，不久她已經忘記晴子是誰，並且採取自己跟自己打牌、不想外出等等奇怪舉動。感到極為鬱悶的晴子努力想要恢復觀鈴失去的記憶，但很快地觀鈴的親生父親橘敬介試圖要求晴子交回觀鈴，並且表示要讓觀鈴與自己住在一起。在觀鈴喪失記憶的情況下，絕望的晴子乞求觀鈴的父親能讓她與觀鈴在一同居住3天。 |                      |            |                    |          |               |
| 12 | 青空～air～ （）     | 石原立也   | 石原立也           | 荒谷朋恵 | 2005年3月24日 |
| 儘管夏日祭典已經到了，然而卻因為外頭下著大雨而使得節慶取消。在想為觀鈴留下印象的情況下，晴子仍帶著觀鈴到達小鎮附近的神社。儘管之後晴子與觀鈴之間的關係越來越像一般的母子，然而觀鈴的身體也越來越虛弱。之後觀鈴要求晴子帶他到外面逛逛，但是最後在表示自己已經盡力後仍死在晴子的懷抱之中。而故事最後之處，則以兩名小孩作為結尾。 |                      |            |                    |          |               |
| 13 | 總集篇 （）          | 石原立也   | 石原立也           | -        | 2005年3月31日 |
| 將觀鈴的故事路線重新整理而成。 |                      |            |                    |          |               |

### 《Air in Summer》
| 話數 | 標題                       | 分鏡     | 演出     | 作畫監督 | 首播日期      |
| --- | -------------------------- | -------- | -------- | -------- | ------------- |
| 01 | 山路～mountain path～ （） | 石原立也 | 石原立也 | 荒谷朋恵 | 2005年8月28日 |
| 在柳也的機智以及膽大的行動後，備命、柳也和裏葉3個人成功地用計逃出神殿。之後三人為了找到備命的母親而展開旅行，但是在旅途過程中仍要隨時提防其他人發現她們的蹤影。 |                            |          |          |          |               |
| 02 | 天地～universe～ （）      | 石原立也 | 石原立也 | 荒谷朋恵 | 2005年9月4日  |
| 備命和柳也隨著旅途的種種事情感情更為融洽，而柳也也向備命講述了自己的過去，最終三人開始建立了如同家人般的信賴關係。                                              |                            |          |          |          |               |

## 播出

### 故事安排
在《Kanon》推出電視動畫版本作品後許多《AIR》遊戲支持者亦提出《AIR》的動畫版本製作，到了2004年8月時有關《AIR》即將推出動畫版本的官方消息則首次曝光。之在2004年11月17日，數量僅有20,000張的限量版DVD預告動畫「AIR prelude」（エアー・プレリュード）推出，內容包括有動畫片頭曲及片尾曲的影片部分、動畫角色之間的對話、角色配音員的採訪以及動畫本身的宣傳影片等。京都動畫一共製作了13話，分別為以觀鈴的故事路線為主軸製作的12話內容以及回顧整個系列之中重要故事場景的最後一話。動畫也依據遊戲的設定將其大致分成3個部分，包括從第一話到第七話以往人為主角的「DREAM篇」、從第八話到第九話以備命柳也和裏葉為主角的「SUMMER篇」以及第十話到第十二話以觀鈴為主角的「AIR篇」。而在「DREAM篇」的故事還依照個別角色路線的不同而有小分段，其中佳乃的故事內容大約安排在第三話到第四話之中，而美凪的劇情內容則是安排在第五話和第六話之中，而第七話則是以觀鈴作為故事的主軸。
而在電視動畫系列準備播放最後動畫結束的第十三話時，京都動畫另外要求原本系列動畫製作人員以及角色配音人員另外推出特別篇「AIR in Summer」，包括《山路～mountain path～》（やまみち～mountain path～）與《天地～universe～》（あめつち～universe～）。其中僅管在《AIR》的電視動畫版本中已經有提到「Summer篇」的劇情，但是實際上動畫的故事內容仍然比遊戲的故事內容刪減許多。因此在OVA這2話的內容中便是直接從原先動畫第八話開始，擴充原本於第九話和第十話的「SUMMER篇」角色故事部分。內容則是以柳也作為主要觀看事件的人物，描述在與神奈以及裏葉出發去尋找八百比丘尼的旅途中所發生的故事。

### 電視播放
《AIR》電視動畫自2005年1月6日開始於日本BS-i電視聯播網播出，並一直持續到同年3月31日為止。在動畫播放時段安排上，《AIR》其動畫版本前一部動畫作品為《薔薇少女》，後一部動畫作品則是《我的主人愛作怪》。而作為特別篇的「AIR in Summer」動畫內容在經過更加精細的製作後，於2005年8月28日和9月4日同樣於在BS-i上首次播出。
| 播映地區 | 電視公司    | 播映日期                                    | 播映時間                              | 播映系列           | 其他資料                                                                                          |
| -------- | ----------- | ------------------------------------------- | ------------------------------------- | ------------------ | ------------------------------------------------------------------------------------------------- |
| 日本各地 | BS-i        | 2005年1月6日至3月31日 2005年8月28日至9月4日 | 星期四24:30至25:00 星期日23:30至24:00 | BS衛星電視         | 2006年4月12日至6月28日的星期三水曜26時重新播出，而這次播出還附帶有特別篇「AIR in Summer」的內容。 |
| 日本各地 | TBS Channel | 2008年2月1日至5月30日                       | 星期五22:30至23:00                    | CS電視             | 這次播放包含有《總集篇》以及特別篇「AIR in Summer」的內容。                                       |
| 埼玉縣   | 埼玉電視台  | 2008年7月3日至9月25日                       | 星期四24:30至25:00                    | 全國獨立放送協議會 | 首次使用地上播放訊號的方式。                                                                      |

## 推出
2005年3月31日，促銷用的92分鐘「AIR MEMORIES」DVD光碟於日本推出，內容包括一系列的宣傳動畫、製作人員的評論、配音人員的採訪、第十二話以及第十三話的特殊結尾動畫等等。動畫DVD光碟則是於2005年4月6日和9月7日間由波麗佳音開始正式銷售，DVD光碟同樣分成限定版以及普通版，這6片動畫光碟各自收錄《AIR》動畫2話的劇情。2005年10月5日，特別篇「AIR in Summer」的DVD光碟於日本推出。此外《AIR》動畫版本也是第一部以藍光光碟格式推出的系列動畫，自2006年12月22日為止陸續將原本動畫作品改以藍光光碟另行銷售；其中在藍光光碟盒裝中以4片藍光光碟收錄包括12話的故事內容以及2話的特別篇「AIR in Summer」，但是並不包括原本DVD版本所收錄的第十三話《總集篇》。在藍光光碟版本中除了將動畫畫質改為高解析度播出，而動畫聲音呈現部分則邀請泰德·詹森另外重新調整為5.1環繞音響，這些影片和聲音格式都成為之後有關動漫作品其光碟推出的標準。而之後PlayStation 3在選擇其DVD撥放器的韌體轉換與更新時，便是將能夠播放《AIR》動畫的藍光光碟作為其目標之一進行安排。2008年11月28日，日本還另外推出了同樣以藍光光碟為主的新版本《AIR》動畫盒裝進行販售。
在日本之外的銷售部分，ADV Films共同創辦人暨執行長馬特·格林菲爾德在2007年4月27日於德州南部舉辦的一場動漫展中，宣布ADV Films已經成功收購了《AIR》系列動畫的販賣授權。ADV Films在這場交易案中總共投資了近145,000美元來獲得北美地區代理權，可以在該地區販售《AIR》主要情節的12話以及作為擴充內容的特別篇「AIR in Summer」。2007年8月14日到11月27日，ADV Films一次推出前4片DVD光碟的內容銷售。之後ADV Films則將後續內容的DVD光碟分成兩種方式販售，分別提供消費者逐一購買4張光碟或者以盒裝的方式一次買入。2008年7月時，ADV Films將其轄下的動畫及電影授權轉移給Funimation Entertainment，而後者則繼續在北美地區推出《AIR》動畫的英語配音版本。2009年4月21日時，Funimation Entertainment以3張光碟共同販售的方式再次推出盒裝版本，不過在內容收錄上則不包括第十三話的回顧情節。此外在韓國則是在2006年時由Animax取得動畫的代理權，並且也已經另外經韓國配音員重新配音後播出。

## 評價
| 媒体      | 得分   |
| --------- | ------ |
| ANN       | 7.844  |
| IMDb      | 7.8/10 |
| World Art | 8.5/10 |

《AIR》改編而成的動畫則收到包括讚譽和批評等意見，其中在2005年推出後隨即成為該年系列電視動畫銷售數量的第二名。
anime.com.ru認為《AIR》動畫版本在人物和背景描繪上有著一定的優秀水平，並且藉由著複雜的人物感情互動來呈現出一個感人的劇情，同時也就各個層面探討有關「愛」的問題。而Anime-Planet則認為《AIR》的動畫版本值得給予8.5分的高分評價，但是在評論中也提到「總體來講仍有一些地方比不上《Kanon》和《CLANNAD》」。
動畫新聞網評論家塞隆·馬丁最初只願意給《AIR》動畫版的DVD光碟「B級」評價，認為由於放映長度的問題使得原本《AIR》遊戲的故事被迫縮減；同時他也提到動畫內容過於集中在觀鈴身上，這使得另外兩名動畫角色給觀眾的印象是多餘的。不過馬丁對於動畫裡的畫面呈現以及音樂演奏十分讚賞，他並表示：「雖然這動畫可能缺乏對情節的描述，但是在畫面水準上是沒有地方批評的……音樂也是成功發揮其效用，當觀眾聽到由鋼琴演奏的音樂時總能夠沉靜下來。」在稍後馬丁給予《AIR》動畫版更高的「A-級」，並且提到：「這大概是有史以來最悲傷的故事之一……故事的悲傷將會緩慢但無情地感染每個人，最後將讓你投入其中大哭一場，又或者發現自己已經陷入讓人沮喪的心情。隨後會抱怨為甚麼劇情要這麼安排，並且對這故事感到厭惡。」
而於Internet Brands擔任評論家的小陶德·道格拉斯則對《AIR》動畫版表示：
|                                        | 《Air》是一部非常獨特的作品，以其細緻入微的氛圍和引人入勝的情節為特色。該系列中一些極為出色的情節能觸動你的內心，喚起真實的情感。這在動畫作品中實屬罕見，隨著《Air》進入尾聲，你會意識到它確實是一顆珍貴的寶石。當然，這部作品並不適合所有人，而且劇情的連貫性有時可能會顯得模糊，但它是一部能夠在你心中留下深刻印象的動畫。如果你正在尋找一些與眾不同的作品來觀看，那麼這部作品值得一試。。 |
| ——小陶德·道格拉斯（Todd Douglass Jr.） | |

而在特別篇「AIR in Summer」之中，陶德·道格拉斯則表示「情節與品質都十分的不錯，但是與整整有13話的《AIR》動畫比起來並沒有留下深刻的印象」。

## 外部連結
- （日語）  （页面存档备份，存于）